# 공유덕
공유덕(孔有德, 만주어 ᡴᡠᠩ ᡳᡠᠣ ᡩᡝ(kung ioo de), ?-1652.8.7.)은 명(明)의 장수였다. 공유덕은 동강진총병(東江鎭總兵) 모문룡(毛文龍) 휘하에서 1629년 모문룡이 사망할 때까지 활동하였다. 이후 모문룡의 부하이자 동료 경중명(耿仲明)과 함께 산동순무(山東巡撫) 손원화(孫元化) 밑에서 복무하였다. 1631년 대릉하 전투(大凌河戰鬪)에서 조대수(祖大壽)를 지원하라는 손원화의 지시에 대하여, 공유덕은 경중명과 함께 반란을 일으키고 인근 농촌과 등주(登州)를 약탈하고 1633년 만주(滿洲)의 후금(後金)에 투항하였다. 1634년, 모문룡 휘하에 있었던 상가희(尙可喜)도 후금에 투항하였다. 이 세 사람은 '산동의 세 광부(山東三礦徒)'로 불리기도 하였다. 1636년 후금이 국호를 청(淸)으로 고친 이후, 공유덕은 청군의 수많은 원정에 참가하였으며, 명의 멸망을 재촉하였다.

## 생애

### 초기
공유덕은 문맹이었으며 광부와 해적에 종사한 적도 있었다. 그러나 그는 전쟁에서 뛰어난 무예를 발휘하였다. 그는 모문룡의 부하였다. 모문룡은 명의 명목상의 감독을 받았지만 실제로는 반독립세력으로서 요동(遼東)을 통치하고 있었다. 한 지휘구조로서 북방 명군을 통합하고자, 1629년 원숭환(袁崇煥)은 모문룡을 체포하여 처형하였다. 원숭환은 모문룡의 부하를 정규 명군으로 채용하려 하였으나 공유덕과 경중명 등은 이를 거절하였다. 두 사람은 친밀한 관계였으며 이들은 의형제였다고도 전한다. 이들은 등주로 떠나 손원화 휘하에서 복무하였다. 등주에서 공유덕과 경중명은 손원화가 마카오(Macau)로부터 들여온 홍이포(紅夷炮)를 다루게 되었다.

### 반란
1631년 12월, 후금은 북부 요새인 대릉하(大凌河)를 포위하였다. 손원화는 공유덕에게 명의 장수 조대수(祖大壽)를 지원할 것을 지시하였다. 공유덕은 참전 대신 인근 농촌을 약탈하였다.이 사건을 오교병변(吳橋兵變)이라 한다. 1632년 2월, 공유덕은 경중명이 주둔한 등주에서 손원화의 군대를 공격하였다. 경중명은 손원화에게 반기를 들었고 등주는 공유덕에게 함락되었다. 사상자 가운데에는 마카오에서 명군 훈련을 맡았던 포르투갈 화포 전문가도 있었다. 공유덕과 경중명은 서양 대포를 획득하였다. 손원화는 해를 입지 않고 떠날 수 있었지만 수도 북경(北京)에 도착한 후 도주한 죄로 처형되었다.

### 변절
등주 함락 이후, 공유덕은 내주(萊州)에서도 명군을 포위하였다. 명 조정은 조대수의 매부 오양(吳襄)과 그의 아들 오삼계(吳三桂)가 지휘하는 군대를 파견하였다. 1633년, 공유덕과 경중명은 바다를 경유하여 산동을 떠났다. 도중에 명군과 조선군을 상대로 해전을 벌였지만, 마침내 약 14,000명을 이끌고 요동에 상륙하였다. 이후 이들은 후금에 투항하였고, 한(汗)이었던 홍타이지(皇太極)에게 등주의 대포를 선사하였다. 1634년, 모문룡의 부하이자 동료 상가희(尙可喜)도 합류하였다. 1636년, 홍타이지는 국호를 후금에서 청으로 바꿨다.

### 이후
1634년, 공유덕은 산서(山西) 침공에 참전하였다. 공유덕, 경중명, 상가희는 병자호란(丙子胡亂)에도 참전하였다. 공유덕과 상가희는 송금 전투(松錦戰鬪) 가운데 조대수를 상대로 한 금주(錦州) 포위전에도 참전하였다. 세 사람 모두 이자성(李自成)의 대순(大順) 공격에도 참여하였다. 이어서 청이 호남(湖南)과 광서(廣西) 등지까지 확고히 지배하는 1640년대에 공유덕은 남명(南明) 정벌에도 참여하였다.
1652년, 공유덕은 광서에서 남명군을 토벌하였으나 남명 장수 이정국(李定國)의 계략에 빠졌다. 탈출하지 못한 공유덕은 계림(桂林)에서 스스로 목숨을 끊었다.

### 사후
순치제는 공유덕에게 무장(武壯)이라는 시호를 내렸다. 공유덕은 처첩 백씨(白氏)와 이씨(李氏)를 살해하고 정남왕부에 불을 지른 후에 목을 찔러 사망하였다. 사망 2년 후인 순치 11년(1654) 공유덕의 관이 북경으로 운구되었다. 공유덕의 유해는 불에 탔기에 청은 생전에 사용한 의관과 장신구를 관에 넣고 무덤을 만들었다. 그의 의관총(衣冠塚)은 북경 부성문(阜成門) 밖에 있다. 오늘날 공왕분(孔王墳)으로 불리고 있으며, 공사정도 이곳에 묻혔다.

## 가족
공유덕은 공자(孔子)의 후예라고 주장하였다. 이러한 주장은 청대 그의 전기에 반복되지만 조작으로 보인다. 산동 공자의 후손들은 그의 주장을 부정하였으며, 공유덕이 공묘 제사를 지내려 들어오는 것도 막았다.
공유덕의 아들 공정훈(孔庭訓) 역시 몇 년 후 이정국에게 처형당하였다. 청조는 파격적으로 후하게 장사를 지내주었다.
유일하게 생존한 딸 공사정(孔四貞)은 장수 손연령(孫延齡)과 결혼하였다. 그는 삼번의 난에 가담하였다. 후에 공사정은 효장황후(孝莊皇后)의 수양딸이 되었다.

## 같이 보기
- 경중명
- 모문룡
- 상가희
- 상지신
- 상지효
- 대릉하 전투